# Cinnamomum contractum
Cinnamomum contractum H.W.Li – gatunek rośliny z rodziny wawrzynowatych (Lauraceae Juss.). Występuje naturalnie w południowych Chinach – w południowo-wschodnim Tybecie oraz północno-zachodnim Junnanie. 

## Morfologia
PokrójZimozielone drzewo dorastające do 8 m wysokości. Kora ma czarnoszarawą barwę. Gałęzie są mocne, nagie.
LiścieNaprzemianległe lub prawie naprzeciwległe. Mają owalny kształt. Mierzą 9–14 cm długości oraz 3,5–7,5 cm szerokości. Są nagie. Nasada liścia jest klinowa. Blaszka liściowa jest o spiczastym wierzchołku. Ogonek liściowy jest nagi i dorasta do 10–20 mm długości.
KwiatySą niepozorne, obupłciowe, zebrane w gęste wiechy o lekko owłosionych osiach, rozwijają się w kątach pędów lub na ich szczytach. Kwiatostany dorastają do 4–9 cm długości, podczas gdy pojedyncze kwiaty mają długość 7 mm. Są owłosione i mają zielonożółtawą barwę.

## Biologia i ekologia
Rośnie w wiecznie zielonych lasach. Występuje na wysokości od 1800 do 2800 m n.p.m. Kwitnie w maju.